# لیکانی
لیکانی (به لاتین: Likani) یک منطقهٔ مسکونی در گرجستان است که در سامتسخه-جاواختی واقع شده‌است.